# International Lunar Network
International Lunar Network (ILN, англ. Международная лунная сеть) — проектируемая сеть станций на поверхности Луны. Каждая из этих станций будет узлом в лунной геофизической сети. В итоге она, возможно, будет включать в себя 8—10 синхронно работающих узлов. Каждый узел должен исполнять по крайней мере две основные функции, среди которых могут быть: сейсмическое зондирование, исследование тепловых потоков, лазерные отражатели. Исполняемые функции должны быть специфичны для каждой станции.
Предполагается, что разные узлы сети сети могут быть созданы космическими агентствами разных стран. На отдельных узлах могут выполняться дополнительные специфичные эксперименты, в том числе исследования лунной атмосферы, пыли, физики плазмы, электромагнитное профилирование лунного реголита и коры. Также возможно проведение астрономических исследований.
24 июля 2008 года в Лунном научном институте НАСА состоялось консультативное собрание, в котором приняли участие представители космических агентств США, Канады, Германии, Индии, Южной Кореи и Великобритании. В ходе собрания было принято решение отправить к Луне первые два узла в 2013 и 2014 году, следующие два — в 2016 и 2017 году. Однако впоследствии была установлена новая дата первого пуска — 1 марта 2018 года. По состоянию на 2013 год ведётся разработка автоматических станций для посадки на Луну.